# Margherita de L'Epine
Francesca Margherita de L'Epine, més coneguda com a Margherita de L'Epine (Venècia, ca. 1683 – Londres, 8 d'agost de 1746) va ser una soprano italiana de l'època barroca.
Va ser una de les cantants més populars i reeixides de les cantants londinencs en els anys precedents i després de la introducció de l'òpera italiana a la ciutat. Avui, es recorda millor per les seves actuacions en les òperes de George Frideric Handel i la seva llarga associació amb el compositor Pepusch, amb qui es va casar al voltant de 1718.
Després d'actuar a Venècia entre 1698 i 1700, de L'Epine va arribar a Londres el 1702, com la senyora de Jakob Greber, encara que els rumors sobre una aventura (1703) amb Daniel Finch, el comte de Nottingham, indiquen no va romandre exclusiu en els seus afeccions durant molt de temps. En aquests primers anys de Londres va ballar i va cantar, actuant a "Drury Lane" entre 1704 i 170 i després al "Queen's Theatre" de 1708 a 1714. El seu repertori consistia inicialment en cançons i cantates de compositors tan diversos com Henry Purcell i Alessandro Scarlatti, però a partir de 1706 va protagonitzar òperes italianes com ara va començar a aparèixer a les etapes londinencs, sent el més popular el de Giovanni Bononcini Camilla, en la qual va substituir Catherine Tofts a la quarta representació, cantant el paper de l'heroïna.
Al maig de 1703, va rebre vint guinees "per un dia cantant la peça que es diu Ye Fickle Sheperdesse;" mentre que la seva aparició en el "Lincoln's-Inn-Fields Theatre" (on havia de cantar "quatre de les seves més famoses cançons italianes") l'1 de juny de 1703, encara que va ser anunciada com la seva última, va ser seguida per una altra el 8 de juny, cançó anomenada "El rossinyol" es va afegir al seu repertori.
El seu gran èxit el va induir a romandre a Londres i, per tant, es va associar a l'establiment de l'òpera italiana a Anglaterra. Va aparèixer per primera vegada en el "Drury Lane Theatre", el 29 de gener de 1704, cantant part de la música de Greber entre els actes de l'obra. A partir d'aquest moment, va actuar freqüentment no només en aquest teatre, sinó al "Haymarket" i al "Lincoln's Inn-Fields". Va cantar abans i després de l'òpera Arsinoe, el 1705; de manera similar va participar en el Temple of Love de Greber, 1706, on, segons Burney, era la cantant principal; a Thamyris, 1707, una òpera organitzada en part per Scarlatti i Buononcini, pel director Pepusch; Camilla, on interpretava Prenesto, 1707; Pyrrhus i Demetrius, com Marius, 1709; Almahide, la primera òpera interpretada aquí en italià, 1710; Hydaspes, 1710; Calypso i Telèmaco, 1712 (com Calypso); Pastor Fido de Handel (com Antiocchus, la música exigint molt poder executiu), i Rinaldo, 1712; Teseu, 1713; i els pasticcios Ernelinda i Dorinda, 1713. Els seus serveis es dedicaven sovint a les òperes angleses a "Lincoln's Inn-Fields", fins al 1718, quan es va casar amb Pepusch i es va retirar de l'escenari.
Segons Downes, Margherita va portar al seu marit almenys 10.000 guinees. Aquests "costosos ocells canaris", com va anomenar Cibber els italians, van augmentar els seus ingressos (8 lliures a la setmana era un salari de cantant) per actuacions en cases particulars i altres compromisos especials. El cant de Margherita hauria d'haver tingut un gran mèrit i una astúcia, i es deia que era superior a qualsevol cosa que se sentia a Anglaterra en aquell moment. La seva germana Maria Gallia, que, no obstant això, no es va fer igual, el 1703, es va unir a ella, i el seu únic rival important era la senyora Tofts, una de les favorites establerts a Drury Lane.

A la segona aparició de "la gentil italiana" a aquests escenaris, a principis de 1704, es va produir un disturbis al teatre. Un servent de la senyora Tofts estava implicat, i la senyora Tofts li va semblar que li correspon escriure al gerent per negar-li que no tingués cap part en l'incident. La gelosia entre els dos cantants, ja siguin reals o imaginaris, es va convertir en la xerrada de la ciutat i el tema de les pretesos. El món de moda es va dividir en festes italianes i angleses. Hughes va escriure:
| « | <La música ha aprés els desavantatges de l'estat, i els concerts es fan amb un odi tímid. Aquí Somerset i Devonshire assisteixen a The British Tofts i, tot seguit, es recomana; Per mèrits naturals justos, i complausos de veure-nos-hi art romà, de servitud romana lliure. Allà, L'Épine, de la família, fa ús d'habilitats iguals. Bedford escoltar la seva cançó dels seus daus; I Nottingham és abatuda quan ella tremola; Els homes d'estat de Lull'd derraten les seves somnolents preocupacions de la seguretat d'Anglaterra, en els aires italians.> | » |

Rowe i altres, van escriure menys agradablement de "Greber's Peg" o "The Tawny Tuscan" i les seves conquestes. Malgrat això, la posteritat ha considerat que el seu personatge és de bona naturalesa sense culpa. La paciència amb què va patir el nom "Hecate", que se li va atorgar en consideració a la seva lletjor per part del seu marit, ha estat enregistrada per Burney.
Pepusch i la seva senyora van viure durant algun temps a Boswell Court, al carrer Carey, on un lloro cantant adornava la finestra. El 1730 es van traslladar a una casa a "Fetter Lane". Margherita, que avançava en anys, va mantenir la mà sobre el clavicèmbal i, en realitat, va ser un bon intèrpret", tant que els aficionats es reunien per escoltar-li interpretar les lliçons difícils de compositor John Bull del llibre Virginal de la reina Isabel. Segons un diari manuscrit de S. Cooke, alumne del mestre Pepusch, la senyora Pepusch va caure malalta el 19 de juliol de 1746 i que el 10 d'agost següent, a la tarda, quan va anar a Vauxhall el doctor, la senyora Pepusch va morir. Havia estat "extremadament malalta" el dia anterior.
Una rèplica en oli de la imatge de Sebastián Ricci Una Assaig a l'òpera, que conté un retrat de Margherita, es troba en possessió dels pianistes senyors John Broadwood & Sons. En aquest grup de músics "Margaritta en negre amb un mufet" (com funciona el títol) és curta, complexada, però no afavorida. La pintura original es troba a Castle Howard, la seu del comte de Carlisle a Yorkshire.